# كين هنت (لاعب كرة قاعدة)
كين هنت (بالإنجليزية: Ken Hunt) هو لاعب كرة قاعدة أمريكي، ولد في 13 يوليو 1934 في غراند فوركس في الولايات المتحدة، وتوفي في 8 يونيو 1997 في غاردينا في الولايات المتحدة.

## وصلات خارجية
- كين هنت (لاعب كرة قاعدة) على موقعبيزبول رفرنس.كوم (الدوري الرئيسي) (الإنجليزية)
- كين هنت (لاعب كرة قاعدة) على موقع مشجعي الرسوم البيانية (الإنجليزية)
- كين هنت (لاعب كرة قاعدة) على موقع IMDb (الإنجليزية)